# Strauch-Birke
Die Strauch-Birke (Betula humilis), auch Niedrige Birke genannt, ist eine Pflanzenart aus der Gattung der Birken (Betula). Sie gedeiht überwiegend in Moorwäldern in Eurasien.

## Beschreibung

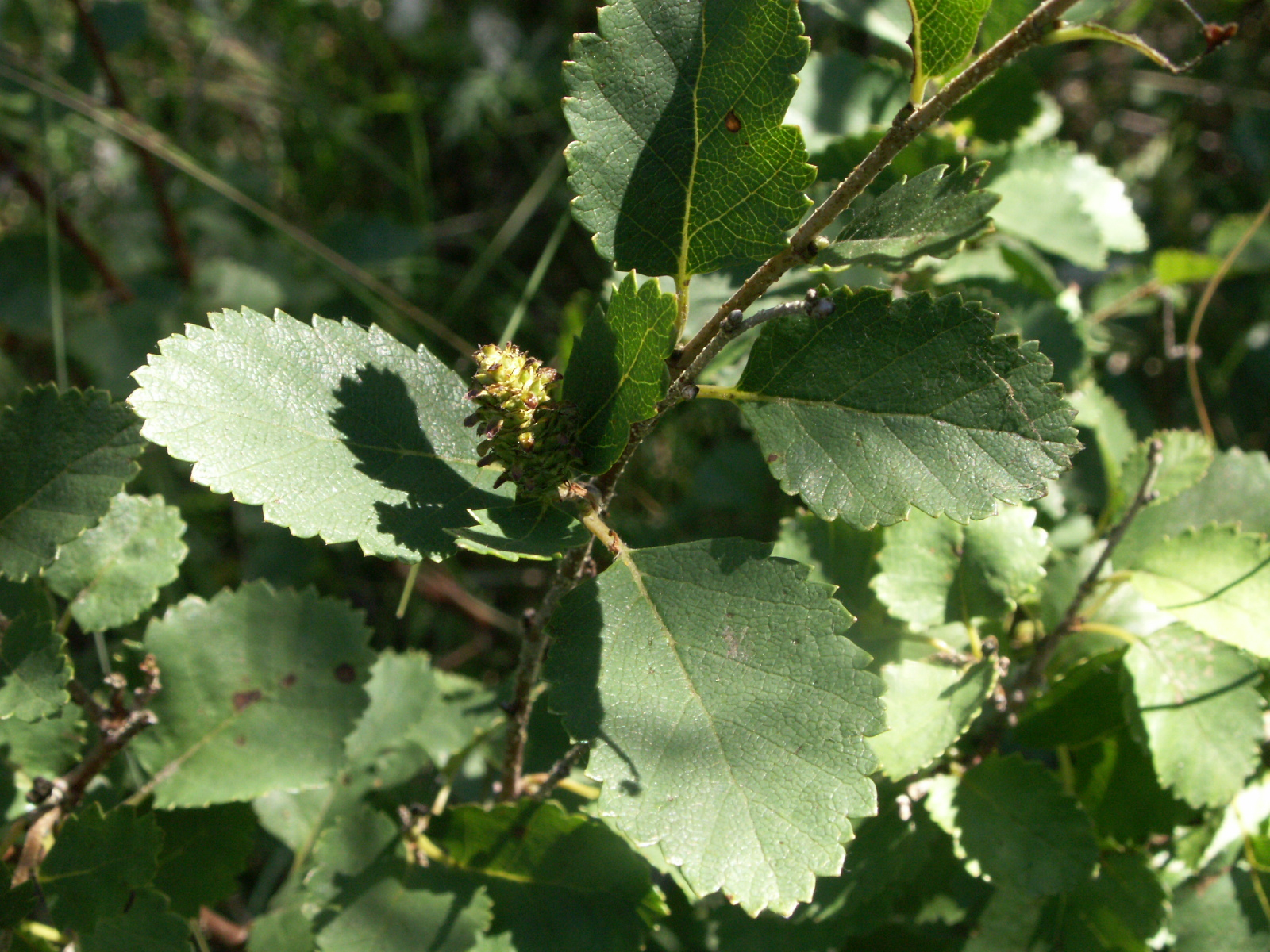
Zweig mit gestielten Laubblättern und Fruchtstand

### Vegetative Merkmale
Die Strauch-Birke ist ein niedriger, reichverzweigter Strauch, der Wuchshöhen von 0,5 bis 3 Metern erreicht. Die braune Rinde junger Zweige ist anfangs behaart und mit vielen Harzdrüsen bedeckt.
Die Laubblätter sind 1 bis 4 cm lang, 0,5 bis 2,5 cm breit, rundlich bis eiförmig, länger als breit und oft leicht asymmetrisch. Sie sind stumpf oder leicht zugespitzt, grob und ungleich sowie einfach bis doppelt gesägt. Sie besitzen auf jeder Seite vier bis sechs Seidenaderpaare, sind auf jeder Seite hellgrün und besitzen auf der Unterseite in den Nervenwinkeln Haare oder sind kahl. Der Blattstiel ist 2 bis 5 mm lang.

### Generative Merkmale
Die Blütezeit reicht von April bis Mai. Die Kätzchen sind alle aufrecht. Die männlichen Kätzchen sind in der Regel etwas schlanker als die weiblichen.
Die kurzgestielten Fruchtkätzchen sind bei einer Länge von 10 bis 15 Millimetern sowie einem Durchmesser von 5 bis 8 Millimetern eirund bis zylindrisch. Die Seitenlappen der Fruchtschuppen sind fast genauso lang wie die Mittellappen und stehen nur wenig ab. Die Fruchtflügel sind viel schmaler als die einsamige Nussfrucht.
Die Chromosomenzahl beträgt 2n = 28 oder 56.

## Vorkommen und Gefährdung
Der Verbreitungsschwerpunkt der Strauch-Birke liegt im kontinentalen Eurasien. Ihr westlichstes Vorkommen liegt in Deutschland. In Deutschland ist sie stark gefährdet und nur im Alpenvorland sowie an wenigen Stellen in der Norddeutschen Tiefebene zu finden. In der Schweiz gab es 2019 noch ein einziges Exemplar im Kanton St. Gallen.
Die Strauch-Birke wächst auf Moorwiesen, in Erlenbrüchen sowie in Flach- und Hochmooren. Sie gedeiht auf nassen, mäßig nährstoffreichen, basenreichen, mäßig sauren, modrigen Torfböden. Sie ist eine Charakterart des Betulo-Salicetum repentis aus dem Verband Salicion cinereae.
Die Strauch-Birke ist in Mitteleuropa ein Eiszeitrelikt. Es wird angenommen, dass der Rückgang auf einem natürlichen Aussterbevorgang beruht, der durch die Zerstörung der Lebensräume der Strauch-Birke beschleunigt wird. Als Pflegemaßnahme sollte man die Pflanzen vor Wildverbiss schützen und dadurch das Fruchten ermöglichen.